# Henry Pelleboer
Henry Pelleboer (6 december 1962) is een Nederlands voormalig voetballer die speelde als verdediger. Van 1981 tot 1988 kwam hij uit voor PEC Zwolle dat hem ook verhuurde aan Vitesse en FC Emmen. Tussen 1988 en 1990 speelde hij voor Go Ahead Eagles en hij sloot zijn loopbaan af bij De Treffers.

## Statistieken
| Seizoen | Club           | Land      | Competitie     | Wed. | Goals |
| ------- | -------------- | --------- | -------------- | ---- | ----- |
| 1981/82 | PEC Zwolle     | Nederland | Eredivisie     | 1    | 0     |
| 1982/83 | PEC Zwolle '82 | Nederland | Eredivisie     | 17   | 3     |
| 1983/84 | PEC Zwolle '82 | Nederland | Eredivisie     | 24   | 2     |
| 1984/85 | PEC Zwolle '82 | Nederland | Eredivisie     | 0    | 0     |
| 1984/85 | Vitesse        | Nederland | Eerste divisie | 31   | 7     |
| 1985/86 | FC Emmen       | Nederland | Eerste divisie | 34   | 8     |
| 1986/87 | PEC Zwolle '82 | Nederland | Eredivisie     | 12   | 2     |
| 1987/88 | PEC Zwolle '82 | Nederland | Eredivisie     | 15   | 1     |
| Totaal  |                |           |                |      |       |